# Philotheca kalbarriensis
Philotheca kalbarriensis är en vinruteväxtart som beskrevs av Paul G. Wilson. Philotheca kalbarriensis ingår i släktet Philotheca och familjen vinruteväxter. Inga underarter finns listade i Catalogue of Life.